# Torneo de Estambul 2018
El Torneo de Estambul 2018 (también conocido como el TEB BNP Paribas Istanbul Cup por razones de patrocinio) fue un torneo de tenis jugado en tierra batida al aire libre. Se trató de la undécima edición de la Copa de Estambul, y es parte de los torneos de la WTA Internacionales de la WTA Tour 2018. Se llevó a cabo en Estambul, Turquía, del 24 hasta el 30 de abril de 2018.

## Distribución de puntos
| Modalidad           | Campeona | Finalista | Semifinales | Cuartos de final | 2ª ronda | 1ª ronda | Clasificadas | 2ª ronda de clasificación | 1ª ronda de clasificación |
| Individual femenino | 280      | 180       | 110         | 60               | 30       | 1        | 18           | 12                        | 1                         |
| Dobles femenino     | 280      | 180       | 110         | 60               | 1        | -        | -            | -                         | -                         |

## Cabezas de serie

### Individuales femenino
| Tenista             | Ranking | Preclasificada |
| Caroline Wozniacki  | 2       | 1              |
| Svetlana Kuznetsova | 28      | 2              |
| Agnieszka Radwańska | 29      | 3              |
| Shuai Zhang         | 30      | 4              |
| Yekaterina Makárova | 32      | 4              |
| Sorana Cîrstea      | 34      | 6              |
| Irina-Camelia Begu  | 38      | 7              |
| Aryna Sabalenka     | 47      | 8              |

- Ranking del 16 de abril de 2018.[2]

### Dobles femenino
| Tenista                               | Ranking | Preclasificada |
| Kateryna Bondarenko Aleksandra Krunić | 109     | 1              |
| Bibiane Schoofs Renata Voráčová       | 123     | 2              |
| Xenia Knoll Anna Smith                | 123     | 3              |
| Dalila Jakupović Irina Jromachova     | 123     | 4              |

## Campeonas

### Individual femenino
Pauline Parmentier venció a  Polona Hercog por 6-4, 3-6, 6-3

### Dobles femenino
Chen Liang /  Shuai Zhang vencieron a  Xenia Knoll /  Anna Smith por 6-4, 6-4